# Holiday Beach
Holiday Beach es un lugar designado por el censo ubicado en el condado de Aransas en el estado estadounidense de Texas. En el Censo de 2010 tenía una población de 514 habitantes y una densidad poblacional de 101,2 personas por km².

## Geografía
Holiday Beach se encuentra ubicado en las coordenadas 28°10′2″N 97°0′29″O / 28.16722, -97.00806. Según la Oficina del Censo de los Estados Unidos, Holiday Beach tiene una superficie total de 5.08 km², de la cual 4.24 km² corresponden a tierra firme y (16.42%) 0.83 km² es agua.

## Demografía
Según el censo de 2010, había 514 personas residiendo en Holiday Beach. La densidad de población era de 101,2 hab./km². De los 514 habitantes, Holiday Beach estaba compuesto por el 92.8% blancos, el 0% eran afroamericanos, el 0% eran amerindios, el 0.39% eran asiáticos, el 0% eran isleños del Pacífico, el 5.84% eran de otras razas y el 0.97% pertenecían a dos o más razas. Del total de la población el 14.98% eran hispanos o latinos de cualquier raza.